# San Pier Niceto
Pour les articles homonymes, voir Niceto (homonymie).
San Pier Niceto est une commune italienne de la province de Messine, dans la région Sicile.

## Administration
| Période                                  | Période | Identité | Étiquette | Qualité |
| ---------------------------------------- | ------- | -------- | --------- | ------- |
|                                          |         |          |           |         |
| Les données manquantes sont à compléter. |         |          |           |         |

### Hameaux
San Pier Marina, Serro, Zifronte, Pirrera.

### Communes limitrophes
Condrò, Fiumedinisi, Gualtieri Sicaminò, Monforte San Giorgio, Pace del Mela, Santa Lucia del Mela.